# Arcor

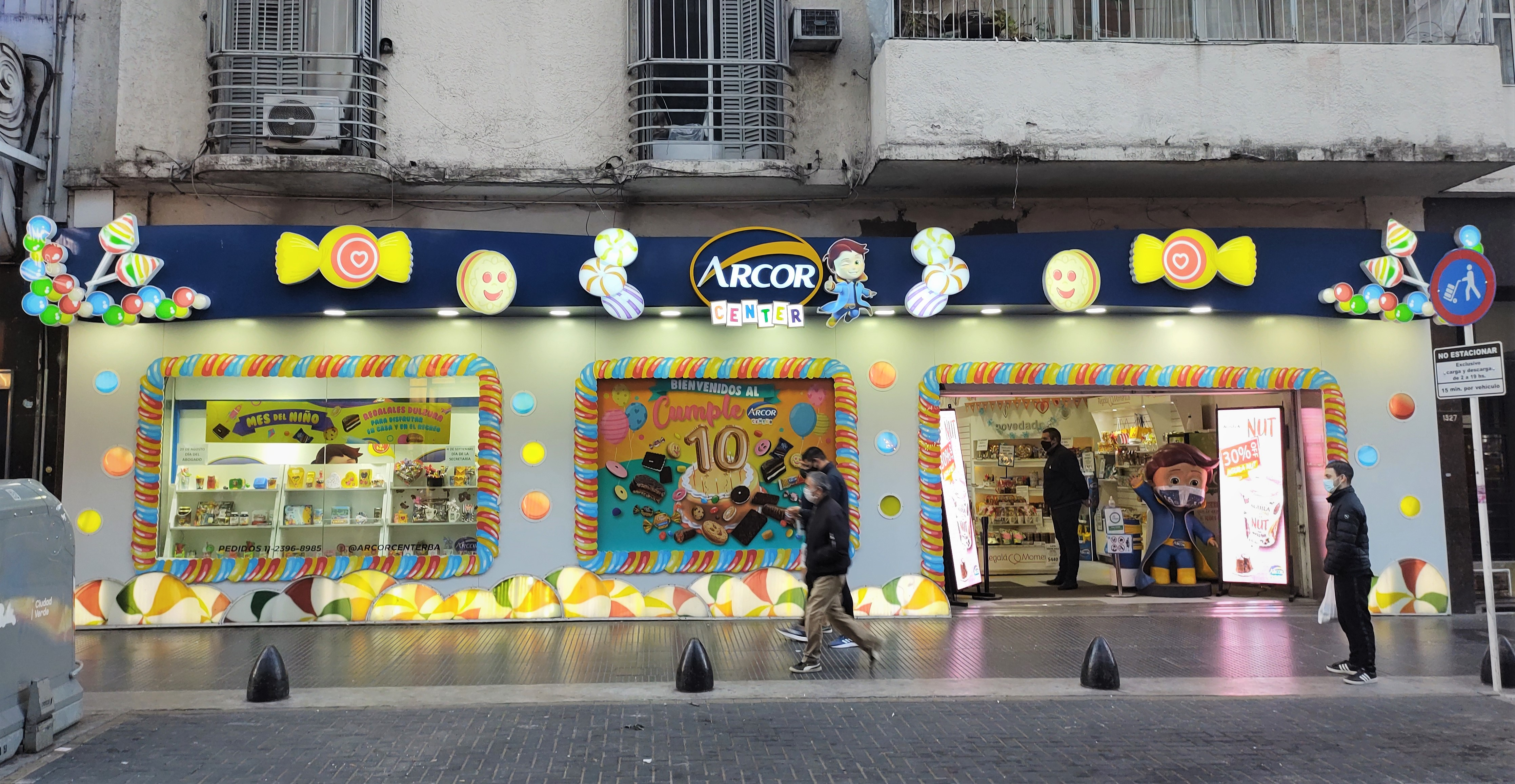
Uma loja da Arcor na famosa avenida Corrientes em Buenos Aires.

O Grupo Arcor é uma empresa multinacional de origem argentina, especializada na elaboração de alimentos, guloseimas, chocolates, biscoitos, sorvetes, agroindústria e embalagens. Foi fundada em 5 de julho de 1951, na cidade de Arroyito, na província de Córdoba, Argentina. O nome da marca vem da junção das primeiras letras de Arroyito e Córdoba, cidades importantes no nascimento do grupo Arcor. Atualmente, o grupo tem mais de 47 plantas industriais, espalhadas pela América Latina: 37 na Argentina, 5 no Brasil, 3 no Chile, 1 no México e 1 no Peru.
Arcor é a principal empresa de alimentos da Argentina, o primeiro produtor mundial de balas e caramelos e o principal exportador de guloseimas da Argentina, Brasil, Chile e Peru, e, através da Bagley Latinoamérica S.A., uma parceria com o Grupo Danone para os negócios de biscoitos, alfajores e cereais na América Latina, é uma das empresas líderes da região.
Com escritórios comerciais espalhados pela América, Europa e Ásia, a Arcor é o grupo argentino com a maior quantidade de mercados abertos no mundo, chegando com seus produtos a mais de 120 países.

## História
A Arcor foi fundada em 5 de julho de 1951 por um grupo de empresários que inaugurou a primeira fábrica de balas na cidade de Arroyito, província de Córdoba.
Em 1958, a Arcor atinge 60.000 quilos de produção diária de guloseimas. Ao mesmo tempo, deixa de produzir balas exclusivamente para começar a produzir algumas matérias-primas essenciais.
Em 1967, a Arcor estabelece seu sistema de Distribuidores Oficiais, iniciando a expansão para o interior da Argentina. No início dos anos 70, a Arcor começa sua expansão em direção à capital argentina, Buenos Aires. Nessa mesma década, a Arcor inicia a construção de várias plantas industriais, a fim de satisfazer todas as necessidades da empresa, desde a matéria-prima até a embalagem, incluindo também a geração de energia. Em 1976, a Arcor se estabelece no Paraguai, em 1979 no Uruguai, em 1981 no Brasil e em 1989 no Chile.
Em 1995, a empresa se instalou no Peru, construindo uma fábrica de balas. Em 1998, o Grupo Arcor adquiriu a empresa chilena Dos en Uno, líder em doces e chocolates em seu país. Em 1999, instalou em Bragança Paulista (Brasil) a fábrica de chocolate com a tecnologia mais avançada da região.
Em 2000, abriu novos escritórios comerciais no México e na Colômbia, e inaugurou um novo centro de distribuição no Chile. Um ano depois, abriu escritórios comerciais no Canadá.

## Arcor do Brasil
O ano de 1981 marca o início da história do Grupo Arcor no Brasil, com a aquisição da Nechar Alimentos Ltda, uma pequena fábrica de balas do interior paulista. Com apenas 60 funcionários e três linhas de produção, a Arcor fincou seus alicerces no mercado de guloseimas e continuou crescendo.
Os chocolates foram lançados em 1995 com a linha Tortuguita, famosa pelas tartarugas de chocolate. Novas marcas, linhas e produtos vieram e a chegada das Balas Butter Toffees em 1996 consolidou sua posição no mercado nacional. Em 1999, começou a produção nacional de chocolates, com a inauguração da planta de Bragança Paulista, uma das mais modernas do e modelo em seu segmento.
Em 2001, a Arcor aumentou seu portfólio e seus negócios com a aquisição de marcas de guloseimas já conhecidas pelo consumidor brasileiro, como Kid’s, Poosh, Amor, Pirapito e 7 Belo.
Em 2004, o Grupo Arcor e a Danone se uniram nas divisões de biscoitos da Argentina, Brasil e Chile e, com isso, a Arcor Brasil se tornou uma das marcas mais importantes no país, integrando duas novas fábricas em Campinas (SP) e Contagem (MG), dois mil novos colaboradores e incorporando um amplo portfólio de marcas, como Aymoré,Danix e Triunfo.
Nos últimos anos, a empresa investiu mais de US$ 40 milhões na construção de uma nova fábrica em Recife (PE), na ampliação da capacidade de suas linhas, em novas tecnologias de produção, em normas e programas de qualidade, pesquisa e desenvolvimento de produtos, inovação, marketing e em seus colaboradores.

### O Instituto Arcor do Brasil
Desde 2004 o Instituto Arcor Brasil coordena o investimento social do Grupo Arcor no Brasil. Os programas e projetos desenvolvidos, por iniciativa própria e em parceria, estão alinhados com o cumprimento de sua missão, que é contribuir para que crianças e adolescentes tenham igualdade de oportunidades, por meio da educação. A partir desta linha de ação, executam-se ações que fortalecem a escola pública, com o desenvolvimento de redes comunitárias com foco na educação integral, apoios a projetos ambientais e de desenvolvimento de base para que haja a consolidação entre organizações, voltadas para a diminuição da pobreza e ao fortalecimento da democracia.

### Fábricas no Brasil
- Rio das Pedras - SP (Guloseimas)
- Recife – PE (Guloseimas)
- Contagem – MG (Biscoitos)
- Campinas - SP (Biscoitos e Panetonnes)
- Bragança Paulista – SP (Chocolates)

## Produtos Arcor
Os chocolates Tortuguita, tabletes Arcor Familiar e Impulso; os caramelos Butter Toffees; as balas 7 Belo e Arcor Kid's; os chicles Big Big, Poosh! e Plutonita; Paçoca Amor; os biscoitos Triunfo, Aymoré, Danix e breakUP são algumas das marcas da Arcor. Na Páscoa, Arcor produz ovos Tortuguita e Arcor e no Natal com uma linha diferenciada de Panettones.
Os Principais Produtos Arcor:
- Tortuguita
- Tabletes Arcor
- Bon o Bon
- Butter Toffees
- 7 Belo
- Arcor Kid's
- Big Big
- Poosh!
- Plutonita
- Aymoré
- Triunfo
- Danix
- Passion
- Flics
- Topline
- Turrón y Mani
- Paçoca Amor Sing’s
- Bolin Bola

## Crueldade com animais
Desde dezembro de 2017, a Arcor vem sendo criticada por ativistas de direitos dos animais por utilizar ovos de galinhas enjauladas em seus produtos – incluindo a maionese BC, os alfajores Cofler Mousse e as galletas Diversión. Sobre as recentes manifestações públicas da organização Sinergia Animal, a Arcor reafirmou os princípios da sua gestão de negócio sustentável, que o que inclui toda a cadeia de valor, desde o fornecimento de matérias-primas até a produção e entrega do produto.
A polêmica gerou diversos protestos na Argentina, Brasil e Chile. Em julho de 2019, um grupo de ativistas da organização Sinergia Animal se vestiu de galinha e se engaiolou em frente ao Obelisco, um dos principais pontos turísticos da cidade de Buenos Aires. A ação ganhou repercussão nacional na mídia da Argentina. A organização internacional pede para que a Arcor assuma um compromisso de utilizar apenas ovos free range e uma petição online já conta com o apoio de quase 50.000 pessoas.
As gaiolas de bateria são criticadas por especialistas em bem-estar animal. Estudos apontam que esse sistema de produção causa sofrimento intenso às aves, que passam a vida confinadas em gaiolas apertadas e são impedidas de expressar comportamentos naturais da espécie, como abrir as asas ou ciscar. Ferimentos nas patas e nas asas também são comuns, assim como doenças dolorosas – entre elas, a osteoporose.
No âmbito do Programa Agrícola Sustentável, desde 2017 vem trabalhando junto aos seus fornecedores de derivados de ovos para incorporar em suas linhas de produção ovos de galinhas criadas livres (não em gaiolas). A empresa aponta que durante o período de 2019-2020 foi definido um plano de transição que abrange as linhas de biscoitos recheados, sortidos e alfajores.

A Arcor publicou uma política sobre o tema, mas ainda é criticada por movimentos animalistas por não ter um prazo para fazer uma eliminação completa do uso de ovos de galinhas engaioladas.